# Lázaro Cárdenas el Alto
Lázaro Cárdenas el Alto är en ort i Mexiko.   Den ligger i kommunen Huehuetán och delstaten Chiapas, i den sydöstra delen av landet, 900 km sydost om huvudstaden Mexico City. Lázaro Cárdenas el Alto ligger 261 meter över havet och antalet invånare är 103.
Terrängen runt Lázaro Cárdenas el Alto är lite bergig. Runt Lázaro Cárdenas el Alto är det ganska tätbefolkat, med 179 invånare per kvadratkilometer. Närmaste större samhälle är Huixtla, 17,2 km väster om Lázaro Cárdenas el Alto. I omgivningarna runt Lázaro Cárdenas el Alto växer i huvudsak städsegrön lövskog.